# Florence Torta
 (novembre 2018).
Florence Torta, née le 30 mars 1979, est une scénariste, dessinatrice et coloriste de bande dessinée française. Elle vit à Toulon.

## Biographie
Née en Corse, Florence Torta suit à partir de 1997, des études d'arts plastiques et de japonais à la faculté de lettres d’Aix en Provence et elle y rencontre Philippe Cardona. Par la suite, elle devient sa collaboratrice et compagne et coscénarise avec lui, à partir de 2003, Sentaï School aux éditions Kami et Serge le hamster de l'enfer publié par Carabas, dont elle assure aussi la colorisation. En 2008, le volume Serge le hamster de l'enfer. Tome I : Hamsterminator reçoit le prix Bulles en fureur dans la catégorie des préados. Florence Torta et Philippe Cardona réalisent ensuite au Japon une série de strips pour une revue de cours de français publiée par la NHK.
Florence Torta met en couleurs Nocturnes Rouges (éditions Soleil, à partir du tome IV (2006), les Naufragés d'Ythaq (en collaboration avec Lyse au sein de l'atelier Crazytoons, éditions Soleil), Vacances Virtuelles (ed. grand angle), De Sang Froid (ed. grand angle), Black Bank en collaboration avec Lyse, aux éditions Soleil, et des histoires courtes et illustrations pour des magazines tels Lanfeust Mag, Coyote magazine, Series TV manga, etc. Elle dessine un chapitre du premier tome de Département Delta (ed. Vautier), série dont elle assure par ailleurs la mise en couleurs.
Elle crée la BD Entre Chien et Loup pour le label Yggdrasill des éditions Tonkam/Delcourt, avec la dessinatrice Morgil. Florence Torta travaille en tant que coloriste sur les adaptations BD de l'univers du monde d'Olydri créé par Fabien Fournier : Noob (éditions Soleil), Néogicia (éditions Olydri), et le Blog de Gaea (sur un scénario d'Anne-Laure Jarnet, éditions Olydri). Les éditions Soleil sortent le tome 1 de la série BD adaptée de la web-série Noob en mars 2010 parallèlement à la sortie de la saison 1 en DVD et durant la production de ce tome 1, Dominique Latil et Christophe Arleston publient la série dans Lanfeust Mag.
En 2013 elle publie Rolqwir aux éditions Soleil, qui est un projet créé à l'origine en 2014, toujours avec Philippe Cardona. Elle joue aussi plusieurs rôles récurrents dans la web-série Noob : le PNJ alchimiste Nostariat, et Cruellor, membre de la Coalition[pertinence contestée].
En 2015, elle lance avec Philippe Cardona un financement participatif sur le site de financement participatif Ulule, une campagne pour financer la réimpression des 5 tomes de Sentaï School, permettant un retour de la série dans le circuit des librairies par le biais des éditions Olydri, et de financer un tome 6 entièrement inédit, qui sort en juin 2017.

## Œuvres
(novembre 2018).
- Philippe Cardona & Florence Torta, Serge le Hamster de l'Enfer tome 1: Hamsterminator, Éditions Carabas, juillet 2006  (ISBN 2-35100-120-6)
- Philippe Cardona & Florence Torta, Serge le Hamster de l'Enfer tome 2: Hamsterroriste, Éditions Carabas, avril 2007  (ISBN 2-35100-255-5)
- Philippe Cardona & Florence Torta, Serge le Hamster de l'Enfer tome 3: Hamsterrifiant, Éditions Carabas, octobre 2008  (ISBN 978-2-35100-514-9)
- Philippe Cardona & Florence Torta, Sentaï School vol.1, Éditions Semic, 1er juillet 2003  (ISBN 2-84857-023-7)
- Philippe Cardona & Florence Torta, Sentaï School vol.2, Éditions Semic, 11 octobre 2004  (ISBN 2-84857-098-9)
- Philippe Cardona & Florence Torta, Sentaï School, l'école des héros vol.1, Éditions Kami, 1er mars 2006  (ISBN 2-351-00102-8)
- Philippe Cardona & Florence Torta, Sentaï School, l'école des héros vol.2, Éditions Kami, 1er mars 2006  (ISBN 2-351-00103-6)
- Philippe Cardona & Florence Torta, Sentaï School, l'école des héros vol.3, Éditions Kami, 1er mars 2006  (ISBN 2-351-00104-4)
- Philippe Cardona & Florence Torta, Sentaï School, l'école des héros vol.4, Éditions Kami, 4 juillet 2007  (ISBN 2-351-00251-2)
- Philippe Cardona, Florence Torta & Guest, Sentaï School, l'école des héros Spécial Noël, Éditions Kami, novembre 2008  (ISBN 2-35100-525-2)
- Philippe Cardona & Florence Torta, Rolqwir tome 1, Baguettes de pain et baguettes en bois, éditions Soleil, mai 2013  (ISBN 978-2302025042)
- Philippe Cardona & Florence Torta, Rolqwir tome 2, Le plus grand des Héros, éditions Soleil, janvier 2014  (ISBN 978-2302036932)
- Philippe Cardona & Florence Torta, Rolqwir tome 3, L'Arme Farfalle, éditions Soleil, septembre 2014  (ISBN 978-2302042384)
- Florence Torta & Morgil, Entre Chien et Loup, tome 1, Sais-tu ce que tu es ?, éditions Delcourt (collection Yggdrasill) avril 2012  (ISBN 978-2759508105)
- Florence Torta & Morgil, Entre Chien et Loup, tome 1, Incline-toi devant ton Maître, éditions Delcourt (collection Yggdrasill) janvier 2014  (ISBN 978-2756056197)